# Салимзянов, Галимзян Закирзянович
Галимзян Закирзянович Салимзянов (01.09.1923 — 19.12.2005) — аппаратчик Казанского химического комбината имени Вахитова, Герой Социалистического Труда.

## Биография
Родился 1 сентября 1923 года в селе Новое Узеево, Аксубаевского района Татарской АССР, в крестьянской семье. Татарин. Окончил сельскую школу-семилетку. В 1939 году окончил курсы механизаторов. До армии работал трактористом при Старо-Тимошкинской МТС Аксубаевского района.
Участник Великой Отечественной войны с 1942 года. Был несколько раз ранен, в 1944 году был демобилизован по ранению, стал инвалидом. Вернулся в родное село, работал военруком в Новоузеевской семилетней школе.
Позднее переехал в город Казань, устроился работать на Казанский жиркомбинат имени Вахитова. Проработал на этом предприятии более полвека. Начинал со скромной должности вахтера. В 1947 году был переведен генераторщиком.
С 1951 года работал старшим автоклавщиком, затем, с 1960 года — аппаратчиком гидрогенизационного цеха. Освоив в совершенстве рабочие специальности, добивался высоких трудовых показателей, активно участвовал в модернизации производства. Высокая ответственность за порученное дело, профессионализм, огромная работоспособность снискали ему большой авторитет и общественное признание.
Указом Президиума Верховного Совета СССР от 26 апреля 1971 года за выдающиеся успехи, достигнутые в выполнении заданий пятилетнего плана по развитию пищевой промышленности, Салимзянову Галимзяну Закирзяновичу присвоено звание Героя Социалистического Труда с вручением ордена Ленина и золотой медали «Серп и Молот».
С 1971 году был водородчиком в том же цехе. Достигнув пенсионного возраста, с работы не ушел. До 1996 года возглавлял катализаторный участок.
Вел большую общественную работу. Не раз избирался председателем цехкома, и членом парткома комбината, членом ЦК профсоюза рабочих пищевой промышленности, депутатом райсовета. Был делегатом XV съезда профсоюзов СССР
Жил в городе Казань. Скончался 19 декабря 2005 года.

## Награды
Награждён орденами Ленина, Отечественной войны 2-й степени, Трудового Красного Знамени, медалями, в том числе серебряной медалью ВДНХ.